# ジェローム・タロー
ジェローム・タロー（Jérôme Tharaud, 1874年5月18日 - 1953年1月28日）は、フランスの作家。
ジャン・タローの兄。

## 概要
オート＝ヴィエンヌ県生まれ。パリの高等師範学校で学ぶ。
1906年ゴンクール賞受賞。1938年からアカデミー・フランセーズ団員。
ヴァランジュヴィル＝シュル＝メールで没。モンマルトル墓地に埋葬されている。